# Finland ved vinter-OL 1952
Finland deltog ved Vinter-OL 1952 i Oslo med halvtreds sportsudøvere, 45 mænd og 5 kvinder, der konkurrerede i syv forskellige sportsgrene. Her vandt en finsk kvinde for første gang en medalje ved de olympiske vinterlege.
Finland kom på en samlet tredjeplads ved medaljefordelingen med tre guld-, fire sølv- og to bronzemedaljer.

## Medaljevinderne
| Finland ved vinter-OL 1952 i Oslo | Finland ved vinter-OL 1952 i Oslo                    | Finland ved vinter-OL 1952 i Oslo | Finland ved vinter-OL 1952 i Oslo | Finland ved vinter-OL 1952 i Oslo |
| Medalje                           | Deltager                                             | Sport                             | Øvelse                            | Resultat                          |
| --------------------------------- | ---------------------------------------------------- | --------------------------------- | --------------------------------- | --------------------------------- |
| Guld                              | Veikko Hakulinen                                     | Langrend                          | 50 km                             | 3.33.33,0                         |
| Guld                              | Lydia Wideman                                        | Langrend                          | 10 km, kvinder                    | 41.40,0                           |
| Guld                              | Heikki Hasu Paavo Lonkila Urpo Korhonen Tapio Mäkelä | Langrend                          | 4 x 10 km stafet                  | 2.20.16,0                         |
| Sølv                              | Heikki Hasu                                          | Nordiske discipliner              | Kombineret                        | 447,500                           |
| Sølv                              | Mirja Hietamies                                      | Langrend                          | 10 km, kvinder                    | 42.39,0                           |
| Sølv                              | Eero Kolehmainen                                     | Langrend                          | 50 km                             | 3.38.11,0                         |
| Sølv                              | Tapio Mäkelä                                         | Langrend                          | 18 km                             | 1.02.09,0                         |
| Bronze                            | Paavo Lonkila                                        | Langrend                          | 18 km                             | 1.02.20,0                         |
| Bronze                            | Siiri Rantanen                                       | Langrend                          | 10 km, kvinder                    | 42.50,0                           |